# Chuva Braba
Chuva Braba (portuguès Pluja forta) és una novel·la publicada en 1956 per l'escriptor capverdià Manuel Lopes. El llibre fou guardonat amb el premi Fernão Mendes Pinto. Junt amb Claridade, Baltazar Lopes participà amb Manuel Lopes i Jorge Barbosa amb membres fundadors de la revista i el nom del moviment literari del mateix nom.
El llibre fou traduït a l'anglès per Rosendo Évora Brito, titulat Wild Rain, publicat en 1982 i reeditat en 1994.